# ستيغ بيرتيلسون
ستيغ بيرتيلسون (بالسويدية: Stig Bertilsson)‏ هو سياسي سويدي، ولد في 14 أبريل 1950. حزبياً، نشط في حزب التجمع المعتدل. وقد انتخب عضو البرلمان السويدي ‏.